# Burt Hummel
Burt Hummel is een personage uit de Amerikaanse televisieserie Glee van Fox. Het personage wordt gespeeld door acteur Mike O'Malley.
Burt Hummel is ontwikkeld door Glee-bedenkers Ryan Murphy, Brad Falchuk en Ian Brennan. Hij is de vader van Glee Clublid Kurt Hummel (Chris Colfer), en werkt als automonteur in Lima, Ohio. Hij begint een relatie met Carole Hudson (Romy Rosemont), de moeder van een ander Glee Clublid, en de twee trouwen in de aflevering "Furt" van het tweede seizoen. In het derde seizoen wint Burt een speciale congresverkiezing.